# مديرية عيال سريح

تعديل مصدري - تعديل

مديرية عيال سريح إحدى مديريات محافظة عمران في اليمن. بلغ عدد سكانها 54015 نسمة عام 2004. تقع المديرية في جنوب شرق محافظة عمران وتضم أربع عزل. مركز المديرية مدينة سحب وتتبع قبليا قبيلة بكيل.

موقع مديرية عيال سريح في محافظة عمران